# 1975–1976-os magyar labdarúgókupa
Az 1975–1976-os magyar labdarúgókupa küzdelmeit a Ferencvárosi TC nyerte.

## Első forduló
| 1. csapat                   | Eredmény     | 2. csapat                |
| --------------------------- | ------------ | ------------------------ |
| 1975. november 19.          |              |                          |
| Magnezit SE                 | 1–4          | Kossuth KFSE             |
| Pénzügyőr                   | 4–2          | Bp. Spartacus            |
| Bp. Építők                  | 2–2 te.: 3–2 | Dorog                    |
| Ganz-MÁVAG                  | 2–0          | Oroszlányi Bányász       |
| Egri Dózsa                  | 2–1          | Nagybátonyi Bányász      |
| Pásztói KSE                 | 3–0          | Egri Vasas               |
| Sülysáp KSK                 | 2–2 te.: 3–1 | Békéscsabai TASK         |
| Dömsödi Vízügy              | 1–1 te.: 4–1 | Jánoshalmi Spartacus     |
| Bem SE                      | 4–2          | Lehel SC                 |
| Bajai TE                    | 1–3          | Pécsi VSK                |
| Kaposvári Vasas             | 1–3          | Szekszárdi Dózsa         |
| Kaposvári Táncsics          | 1–1 te.: 1–4 | Pécsi MSC                |
| Hajdúböszörmény Bocskai     | 1–3          | Szolnoki MÁV             |
| Miskolci Építők MTE         | 1–1 te.: 3–4 | Vasas Izzó               |
| Nagyhalászi Textiles        | 3–3 te.: 5–2 | Balmazújvárosi TSE       |
| Záhonyi Vasutas             | 0–3          | Debreceni VSC            |
| KOMÉP                       | 3–2          | Bábolna                  |
| Szondy SE                   | 2–1          | Sabaria SE               |
| Tatai Rákóczi               | 0–1          | FÖSPED                   |
| Kisdorogi MEDOSZ            | 1–2          | Várpalotai Bányász       |
| Paksi SE                    | 2–1          | Véméndi TSZ SK           |
| Székesfehérvári MÁV         | 3–1          | Komlói Bányász           |
| Mosoni Vasas                | 4–0          | MÁV DAC                  |
| Győri Dózsa                 | 1–0          | Körmendi FMTE            |
| Fűzfői AC                   | 1–2          | Dunaújvárosi Kohász      |
| Rétsági Vörös Csillag       | 1–1 te.: 4–3 | Kazincbarcikai Vegyész   |
| Edelényi Bányász            | 1–3          | Volán SC                 |
| Thury SE                    | 2–0          | Katona SE                |
| Szarvasi Főiskola Spartacus | 2–1          | Budafoki MTE             |
| Szegedi Dózsa               | 0–0 te.: 3–4 | Szolnoki MTE             |
| Schönhercz SE               | 0–5          | Nagykanizsai Olajbányász |
| HÓDGÉP Metripond            | 2–0          | BVSC                     |

## Második forduló
| 1. csapat                   | Eredmény     | 2. csapat                 |
| --------------------------- | ------------ | ------------------------- |
| 1975. december 3.           |              |                           |
| KOMÉP                       | 2–1          | Dunaújvárosi Kohász       |
| Vasas Izzó                  | 4–1          | FÖSPED Szállítók          |
| Bem SE                      | 2–3          | Kossuth KFSE              |
| Thury SE                    | 0–0 te.: 4–3 | Nagykanizsai Olajbányász  |
| Pécsi VSK                   | 1–0          | Pécsi MSC                 |
| Pásztói KSE                 | 0–2          | Egri Dózsa                |
| Nagyhalászi Textiles        | 2–1          | Debreceni VSC             |
| HÓDGÉP METRIPOND            | 0–1          | Szolnoki MTE              |
| Paks                        | 2–3          | Szekszárd                 |
| Győri Dózsa                 | 4–1          | Mosoni Vasas              |
| Pénzügyőr                   | 0–0 te.: 2–4 | Volán SC                  |
| Szondy SE                   | 2–2 te.: 3–5 | Várpalotai Bányász        |
| Dömsödi KSK                 | 1–4          | Ganz-MÁVAG                |
| Szarvasi Főiskola Spartacus | 2–0          | Bp. Építők                |
| Rétsági Vörös Csillag       | 0–2          | Székesfehérvári MÁV Előre |
| Sülysáp                     | 0–4          | Szolnoki MÁV              |

## Harmadik forduló
| 1. csapat                     | Össz. | 2. csapat          | 1. mérk. | 2. mérk. |
| ----------------------------- | ----- | ------------------ | -------- | -------- |
| 1976. február 18, 19, 22, 25. |       |                    |          |          |
| Ganz-MÁVAG                    | 2–7   | Csepel SC          | 1–5      | 1–2      |
| Vasas Izzó                    | 2–6   | Vasas              | 1–1      | 1–5      |
| Volán SC                      | 1–8   | Ferencvárosi TC    | 1–1      | 0–7      |
| Kossuth KFSE                  | 1–10  | Újpesti Dózsa      | 1–4      | 0–6      |
| KOMÉP                         | 1–15  | MTK-VM             | 1–3      | 0–12     |
| Szolnoki MÁV                  | 2–8   | Bp. Honvéd         | 1–0      | 1–8      |
| Szegedi EOL                   | 2–1   | Szolnoki MTE       | 1–0      | 1–1      |
| Pécsi VSK                     | 3–4   | Kaposvári Rákóczi  | 2–1      | 1–3      |
| Thury SE                      | 1–7   | Zalaegerszegi TE   | 1–4      | 0–3      |
| Egri Dózsa                    | 1–8   | Salgótarjáni BTC   | 1–2      | 0–6      |
| Nagyhalászi Textiles          | 1–8   | Diósgyőri VTK      | 0–3      | 1–5      |
| Győri Dózsa                   | 2–6   | Rába ETO           | 1–2      | 1–4      |
| Várpalotai Bányász            | 0–2   | Haladás VSE        | 0–1      | 0–1      |
| Szarvasi Spartacus Főiskola   | 0–5   | Békéscsaba         | 0–3      | 0–2      |
| Székesfehérvári MÁV           | 3–2   | Tatabányai Bányász | 1–1      | 2–1      |
| Szekszárdi Dózsa              | 1–3   | Videoton           | 1–2      | 0–1      |

## Nyolcaddöntő
| 1. csapat                 | Össz. | 2. csapat       | 1. mérk. | 2. mérk.    |
| ------------------------- | ----- | --------------- | -------- | ----------- |
| 1976. március 3, 14, 17.  |       |                 |          |             |
| Csepel SC                 | 2–4   | Bp. Honvéd      | 2–2      | 0–2         |
| Kaposvári Rákóczi         | 3–3   | Haladás VSE     | 2–0      | 1–3         |
| Székesfehérvári MÁV Előre | 2–6   | Ferencvárosi TC | 2–3      | 0–3         |
| Szegedi EOL               | 0–2   | Békéscsaba      | 0–2      | 0–0         |
| Salgótarjáni BTC          | 3–3   | Diósgyőri VTK   | 3–0      | 0–3 t.: 3–4 |
| Vasas                     | 3–3   | MTK-VM          | 3–0      | 0–3 t.:2–4  |
| Rába ETO                  | 2–4   | Zalaegrszegi TE | 2–0      | 0–4         |
| Újpesti Dózsa             | 2–2   | Videoton        | 0–0      | 2–2         |

## Negyeddöntő
| 1. csapat                                    | Össz. | 2. csapat         | 1. mérk. | 2. mérk. |
| -------------------------------------------- | ----- | ----------------- | -------- | -------- |
| 1976. március 24, 27, 29., április 5, 6, 13. |       |                   |          |          |
| Békéscsabai Előre Spartacus                  | 2–4   | Kaposvári Rákóczi | 2–1      | 0–3      |
| Ferencvárosi TC                              | 2–2   | Diósgyőri VTK     | 0–1      | 2–1      |
| Újpesti Dózsa                                | 6–7   | Bp. Honvéd        | 5–1      | 1–6      |
| Zalaegerszegi TE                             | 3–4   | MTK-VM            | 2–3      | 1–3      |

## Elődöntő
| 1. csapat             | Össz. | 2. csapat       | 1. mérk. | 2. mérk. |
| --------------------- | ----- | --------------- | -------- | -------- |
| 1976. április 26, 27. |       |                 |          |          |
| Kaposvári Rákóczi     | 2–7   | Ferencvárosi TC | 0–2      | 2–5      |
| Bp. Honvéd            | 4–5   | MTK-VM          | 2–4      | 2–1      |

## Döntő
| 1976. május 1. 17:45 |

| Ferencváros | 1–0   | MTK–VM |
| ----------- | ----- | ------ |
| Szabó 20'   | (1–0) |        |

| Népstadion, Budapest Nézőszám: 15 000 Játékvezető: Hámori László (MLSZ) Asszisztensek: Jaczina Róbert, Tompa István |

| Ferencvárosi TC: |  |                 |  |     |
|                  |  |                 |  |     |
| K                |  | Hajdú József    |  |     |
| V                |  | Martos Győző    |  |     |
| V                |  | Bálint László   |  |     |
| V                |  | Rab Tibor       |  |     |
| V                |  | Viczkó Tamás    |  |     |
| KP               |  | Juhász István   |  | 57' |
| KP               |  | Mucha József    |  |     |
| CS               |  | Pusztai László  |  | 80' |
| CS               |  | Nyilasi Tibor   |  |     |
| CS               |  | Szabó Ferenc    |  |     |
| CS               |  | Magyar István   |  |     |
| Cserék:          |  |                 |  |     |
|                  |  | Vépi Péter      |  | 57' |
|                  |  | Kelemen Gusztáv |  | 80' |
| Vezetőedző:      |  |                 |  |     |
| Dalnoki Jenő     |  |                 |  |     |

| MTK-VM:           |  |                  |                  |     |
|                   |  |                  |                  |     |
| K                 |  | Bicskei Bertalan |                  |     |
| V                 |  | PaIicskó Tibor   |                  |     |
| V                 |  | Csetényi Csaba   | a mérkőzés után′ |     |
| V                 |  | Csorna László    |                  |     |
| V                 |  | Nyírő István     |                  |     |
| KP                |  | Kovács Béla      |                  |     |
| KP                |  | Kőhalmi István   |                  |     |
| KP                |  | Borsó János      |                  |     |
| Cs                |  | Takács László    |                  | 70' |
| CS                |  | Tulipán Mihály   |                  | 70' |
| CS                |  | Kunszt Jenő      |                  |     |
| Cserék:           |  |                  |                  |     |
|                   |  | Polyák József    |                  | 70' |
|                   |  | Kiss Tibor       | 89′              | 70' |
| Vezetőedző:       |  |                  |                  |     |
| Keszthelyi Mihály |  |                  |                  |     |

A Ferencvárosi TC MNK-ban szerepelt játékosai: Hajdú József (9) – Bálint László (8), Branikovits László (6), Csaja Mihály (2), Dániel János (1), Ebedli Zoltán (7), Giron Zsolt (2), Juhász István (5), Kelemen Gusztáv (9), Magyar István (8), Martos Győző (9), Megyesi István (6), Mucha József (5), Nyilasi Tibor (7), Rab Tibor (7), Pusztai László (7), Szabó Ferenc (9), Vad István (2), Vépi Péter (1), Viczkó Tamás (5)